# Ветон Туша
Ветон Туша (алб. Veton Tusha, нар. 29 грудня 2022, Качаник, Косово) — косоварський футболіст, нападник польського клубу «Термаліка Брук-Бет» та молодіжної збірної Косова.

## Клубна кар'єра
Ветон Туша починав займатися футболом в академії македонського клубу «Вардар». У 2020 році футболіст перейшов до футбольної школи турецького «Денізліспор». У січні 2021 року він підписав з клубом свій перший професійний контракт. 20 січня 2021 Туша дебютував у першій команді «Денізліспор», коли вийшов на заміну у матчі проти «Галатасарая» і вже в першому матчі відмітився забитим голом.
У лютому 2022 року Туша перейшов до польського клубу «Термаліка Брук-Бет». Першу гру у новій команді футболіст провів 19 лютого 2022 року.

## Збірна
З 2017 року Ветон Туша є гравцем юнацьких збірних Косова. 15 березня 2021 року він дебютував у складі моолодіжної збірної Косова.

## Досягнення
- Володар Суперкубка Косова (1):

«Балкані»: 2022
- Чемпіон Косова (2):

«Балкані»: 2022/23
«Дріта»: 2024/25